# ほおづえをつく女
「ほおづえをつく女」（ほおづえをつくおんな）は、日本のフォークデュオである風の4枚目のシングルである。

## 音楽性

### ほおづえをつく女
アルバム『WINDLESS BLUE』からのシングルカットだが、序奏にアルバムとは一部相違がある。
この頃から、フォークソングからロック路線に変更した楽曲で、伊勢正三は「東京になじみすぎたというか、大分の歴史より東京の方が長くなった。田舎には帰りたくないと。その時期はライブでは難しい曲もやってきたので、それはエネルギーもいることだし、自分でも頑張ってきた歴史」と語り、音楽性に関しては、音楽評論家に「サウンド志向だ」と指摘されたという。

## 収録曲
| 全編曲: 瀬尾一三。 |                      |            |      |
| #                  | タイトル             | 作詞・作曲 | 時間 |
| 1.                 | 「ほおづえをつく女」 | 伊勢正三   | 5:17 |
| 2.                 | 「旅の午後」         | 大久保一久 | 4:30 |
| 合計時間:          | 合計時間:            | 合計時間:  | 9:47 |

## 収録アルバム
- WINDLESS BLUE（1976年11月25日、GW-4025）
- 風 ベスト・セレクション（1986年3月15日、ZL-2009/10）
- 風 17SONGS（1986年3月15日、ZL-110）
- 風全曲集（1988年12月5日、CNT-4081）
- オール・ザ・ベスト（1996年10月23日、CRCP-28109）
- スーパーセレクト 風 ベスト35（1998年3月4日、CRCP-28114/5）
- 風 セレクション（2003年5月1日、CRCP-20317）
- シングル・コレクション -22才の別れ-[2]（2007年7月4日、CRCP-20406）
- 風ベスト（2008年1月16日、CRCP-20423）